# Arthur Humble Evans
Pour les articles homonymes, voir Evans.
Arthur Humble Evans est un ornithologue britannique, né en 1855 et mort en 1943.

## Liste partielle des publications
- Birds[1], illustré par George Edward Lodge (1860-1954) (Cambridge Natural History, 1899, réédité en 1909 par Macmillan, Londres).
- Aves Hawaiienses (1890-1899).

## Source
- (en) Cet article est partiellement ou en totalité issu de l’article de Wikipédia en anglais intitulé « Arthur Humble Evans » (voir la liste des auteurs).